# Uru Uru
Uru Uru je jezero v Bolívii, v blízkosti města Oruro. Nachází se v nadmořské výšce 3686 m a má rozlohu 214 km². Napájí jej řeka Desaguadero. Asi 30 km jižně od jezera Uru Uru se nachází někdejší slané jezero Poopó, původně asi čtyřnásobně větší. Roku 2015 však vyschlo.

## Ekologická katastrofa
Jezero, které dříve bývalo turistickým lákadlem kvůli možnostem rekreace a rybaření, je dnes z velké části pokryto odpadem. Odpadky, zejména plasty, se zde kupí už zhruba od roku 2010. Voda v jezeře je navíc znečištěná těžkými kovy z blízkého dolu, například kadmiem, zinkem a arsenem.
V roce 2016 oblast navíc postihlo velké sucho, které asi o třetinu snížilo hladinu vody v jezeře. Blízké a násobně větší jezero Poopó tehdy vyschlo.
Bolivijská horská jezera by přitom měla být chráněna Ramsarskou úmluvou.